# 建民镇
建民镇是中国陕西省安康市汉滨区下辖的一个镇。

## 行政区划
建民镇下辖以下行政区：
张湾村、莲花村、头档村、友谊村、韦家坡村、罗家营村、汪槽村、联合村、联盟村、四档村、宋家营村、长辅村、中心村、忠诚村、红连村、新胜村、黄沟村、花园沟村、新强村、长岭村、罗家粱村、长春村、上游村、七里沟村、佘家窑村、罗家湾村、冯家坝村、八树粱村、陈家山村、任家坝村、任家山村、蓼叶沟村、洞沟村、青春村、刘家坡村、王院子村